# Tatre, Hrpelje-Kozina
Tatre este o localitate din comuna Hrpelje - Kozina, Slovenia, cu o populație de 54 de locuitori.